# Frontière entre le Laos et la Thaïlande

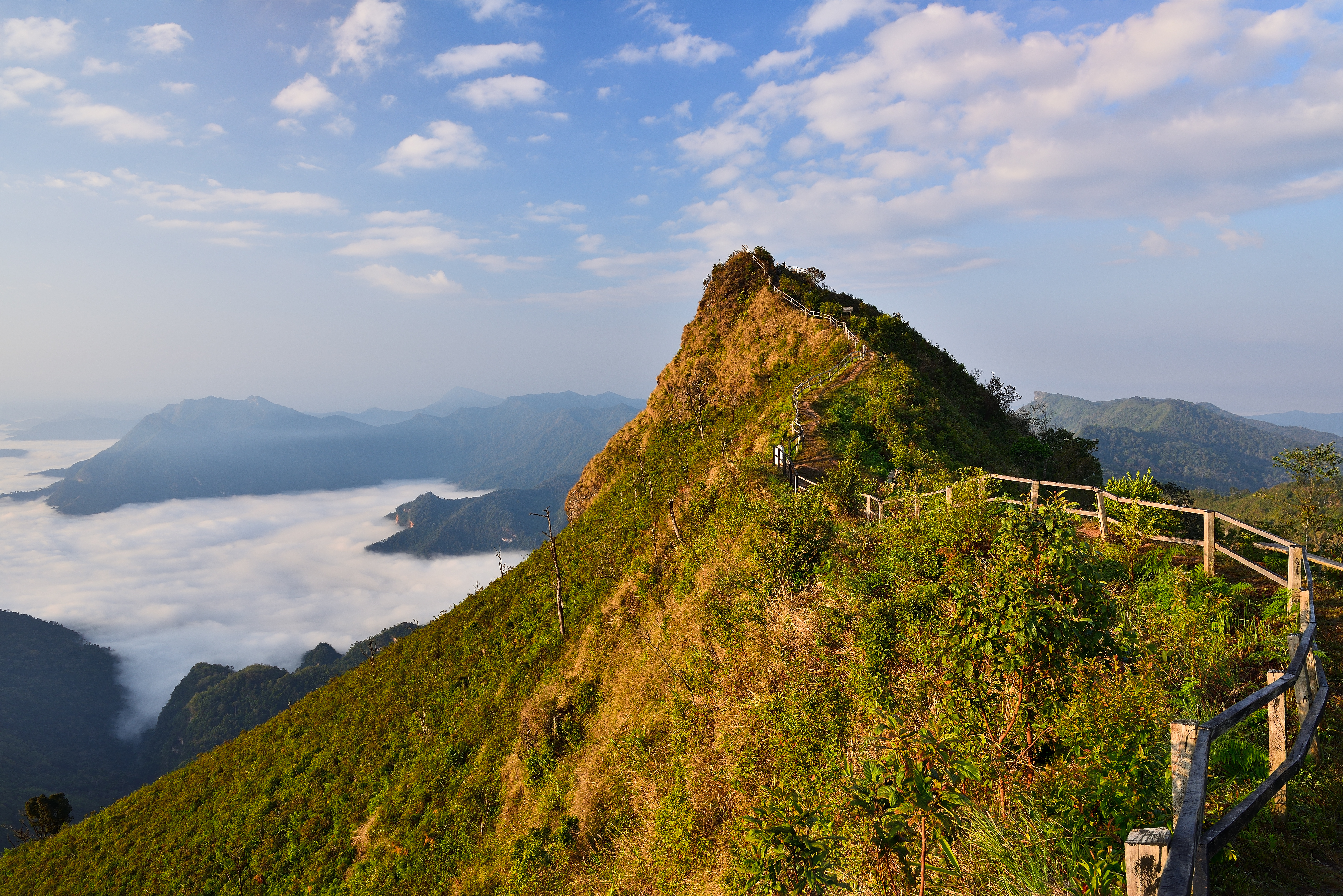
Frontière entre le Laos et la Thaïlande au Phu Chi Dao. Février 2019.

La frontière entre le Laos et la Thaïlande est formée par le Mékong sur la plus grande partie de sa longueur, la Thaïlande se trouvant sur la rive droite du fleuve (à l'ouest) et le Laos sur sa rive gauche (orientale), à l'exception de deux provinces laotiennes sur la rive droite : au nord-ouest, la province de Sayaboury, et dans l'extrême-sud, une partie de la province de Champassak.
Au niveau de la province de Sayaboury, la frontière suit la ligne de partage des eaux entre le bassin de la Nan (affluent de la Chao Phraya) et celui du Mékong. Au niveau de la province de Champassak, elle suit la limite sud du bassin de la Mun (affluent du Mékong) jusqu'à la frontière cambodgienne.
Toutes les îles du Mékong font partie du territoire laotien.
Il existe en décembre 2013 quatre ponts transfrontaliers :
- le Pont de l'amitié lao-thaïlandaise, entre Nong Khai en Thaïlande et Vientiane au Laos depuis 1994 ;
- le Deuxième pont de l'amitié lao-thaïlandaise, entre Mukdahan en Thaïlande et Savannakhet au Laos depuis 2006 ;
- le Troisième pont de l'amitié lao-thaïlandaise, entre Nakhon Phanom et Thakhek, depuis novembre 2011.
- le pont de Houei Sai, inauguré le 11 décembre 2013.

## Histoire

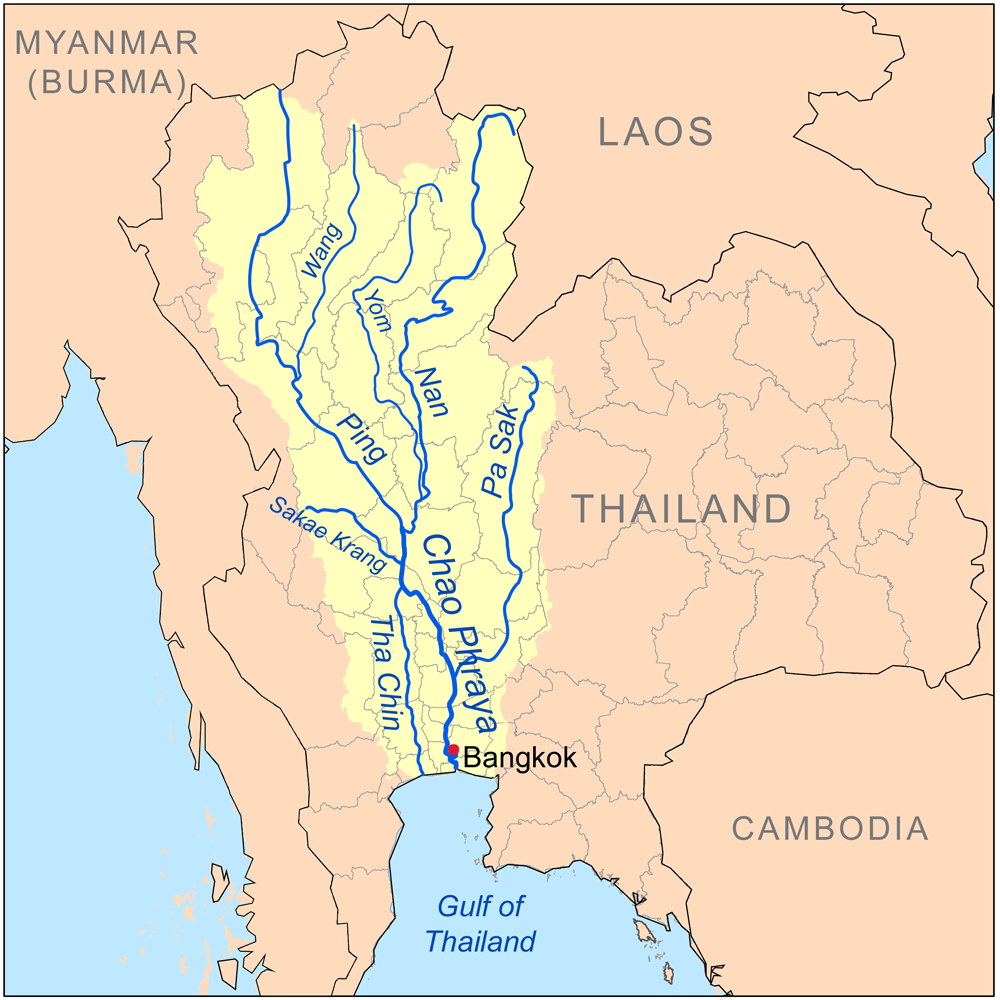
Carte du bassin versant de la Chao Phraya.
Au niveau de la province de Sayaboury, la frontière suit la ligne de partage des eaux entre le bassin de la Nan et celui du Mékong.

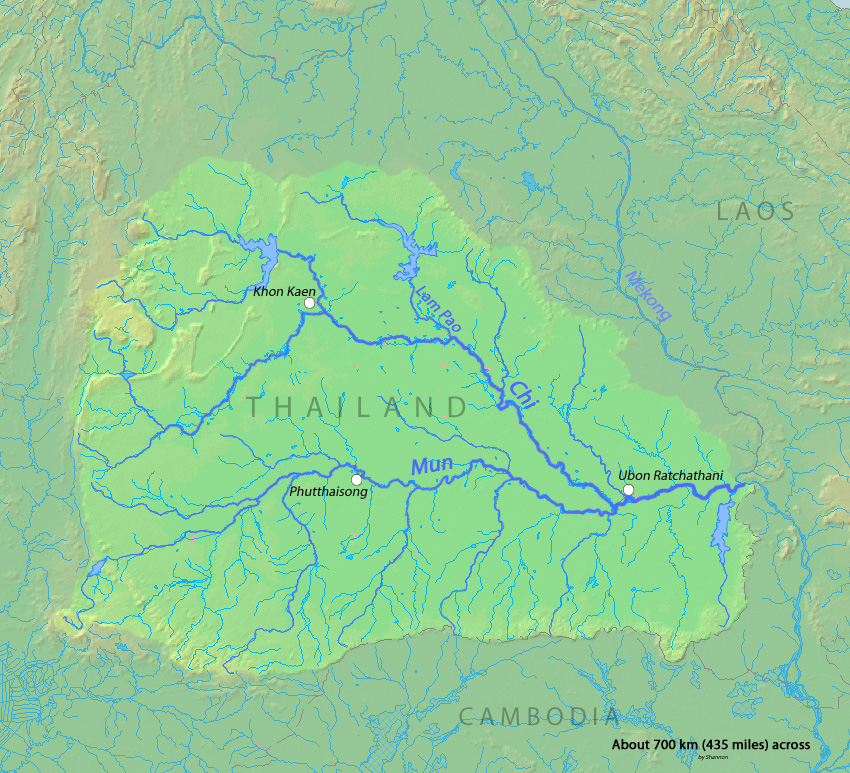
Carte du bassin versant de la Mun.
Au niveau de la province de Champassak, la frontière suit la limite sud-est du bassin.

Le tracé de la frontière a été fixé conjointement par la France et le Siam en 1907 ; la France, en position de force à une époque où les empires coloniaux français et britanniques sont en expansion en Asie du Sud-Est, obtient la cession de deux portions de territoire situées sur la rive droite du Mékong, au profit du Laos sur lequel elle exerce un protectorat. 
Des désaccords à son sujet (en particulier en raison de l'exploitation de concessions forestières) ont été à l'origine de tensions et d'incidents violents au cours de la décennie 1980, le plus grave étant la « guerre des collines » dans la province de Sayaboury, entre décembre 1987 et le cessez-le-feu du 19 février 1988, qui aurait fait environ un millier de morts de part et d'autre. Depuis cette période, les deux États se sont rapprochés et le tracé de la frontière ne fait plus l'objet de contestations.